# Santa Ana de Velasco
Santa Ana de Velasco è una località della Bolivia situata nella provincia di José Miguel de Velasco nel Dipartimento di Santa Cruz facente parte del comune di San Ignacio de Velasco. Al censimento del 2001 risultava popolata da 483 abitanti. La città è conosciuta come parte delle Missioni gesuite del Chiquitos, che è dichiarato nel 1990 Patrimonio dell'umanità.